# 戴賴爾
戴賴爾（Dailir）是托爾金（J. R. R. Tolkien）奇幻小說的虛構武器。
戴賴爾這名字的意思不明。戴賴爾是强弓毕雷格的箭矢，每逢使用戴賴爾，百發百中，且必定能回收再用。在《胡林的孩子們》裡，形容戴賴爾配有箭羽。